# الأكاديمية الدبلوماسية في فيينا

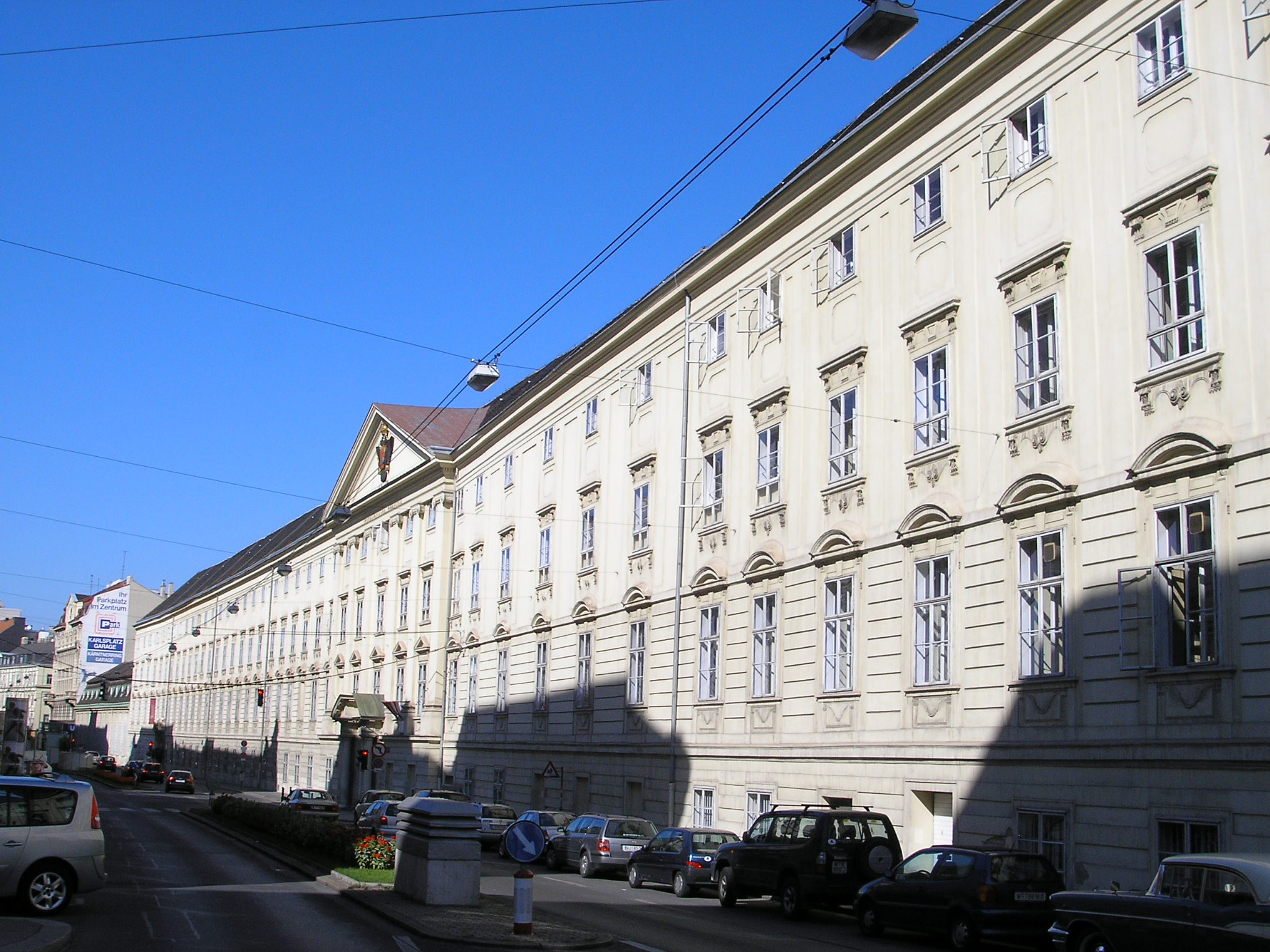
تقع الأكاديمية الدبلوماسية في قصر الإمبراطورة ماريا تيريزيا في شارع فافوريتن شتراسي ، الذي كان يُسمى سابقًا نويه فافوريتا، والذي يشار إليه عادةً باسم تريسيانوم

الأكاديمية الدبلوماسية في فيينا (أو أكادمية فيينا للدبلوماسية) هي مؤسسة تعليمية تختص في الدراسات العليا هدفها إعداد خريجين من الجامعات والكليات التعليمية للعمل في مهنات دولية في مجالات الخدمة العامة والأعمال وغيرها ولشغل مناصب قيادية في المنظمات الدولية والاتحاد الأوروبي . يتضمن محتوى التدريب المركزي العلاقات الدولية والعلوم السياسية والقانون الدولي وقانون الاتحاد الأوروبي والاقتصاد والتاريخ واللغات.

## شخصيات

### المديرين
[[Datei:Vortrag_Ernst_Florian_Winter.JPG|تصغير| المدير المؤسس بعد الحرب العالمية الثانية إرنست فلوريان وينتر]]
| 1754-1769 | الأب جوزيف فرانز                          |
| 1770-1785 | الأب يوحنا الله نكريب                     |
| 1785-1832 | الأب فرانز هوك                            |
| 1832-1849 | جوزيف أوتمار فون راوشر                    |
| 1849-1852 | ماكس سيلينجر                              |
| 1852-1861 | فيليب فون كوربر                           |
| 1861-1871 | أوتوكار ماريا بارون فون شليتشتا فون وشهرد |
| 1871-1883 | هاينريش بارب                              |
| 1883      | كونستانتين بارون فون تراوتنبرغ            |
| 1883-1885 | بول بارون جاوتش فون فرانكنثورن            |
| 1886-1904 | مايكل بارون بيدول فون كوينتنباخ           |
| 1904-1933 | انطون وينتر                               |
| 1933-1941 | فريدريش هلافاك                            |
| 1964-1967 | إرنست فلوريان وينتر                       |
| 1967      | روبرت فريدنجر برانتر                      |
| 1967-1968 | جون كوريث                                 |
| 1968-1975 | آرثر بريشا فوتييه                         |
| 1975-1976 | إيمانويل تريو                             |
| 1976-1977 | آرثر بريشا فوتييه                         |
| 1977-1978 | جون كوريث                                 |
| 1978-1986 | هاينريش بفوسترشميد هاردنشتاين             |
| 1986-1993 | ألفريد ميسونج جونيور                      |
| 1994-1999 | بول ليفر                                  |
| 1999-2005 | إرنست سوشاريبا                            |
| 2005-2009 | جيري جروشا                                |
| 2009-2017 | هانز وينكلر                               |
| 2017–     | إميل بريكس                                |

### الخريجين

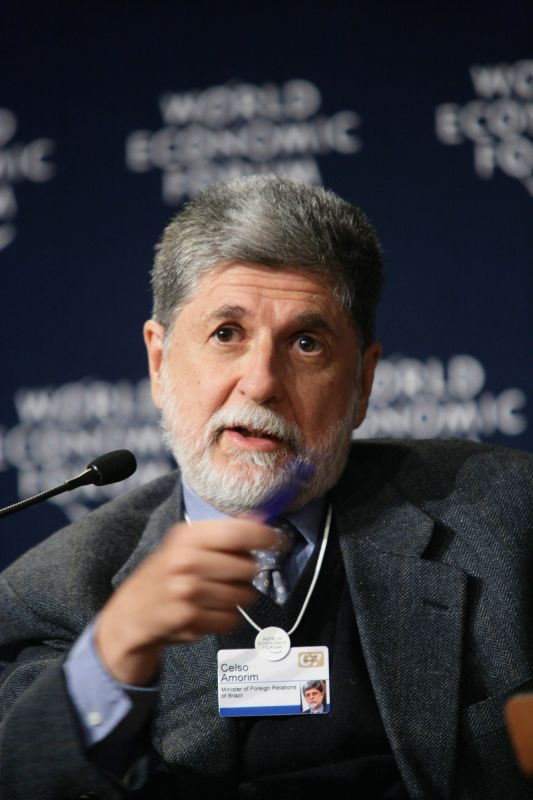
سيلسو أموريم ، 2007

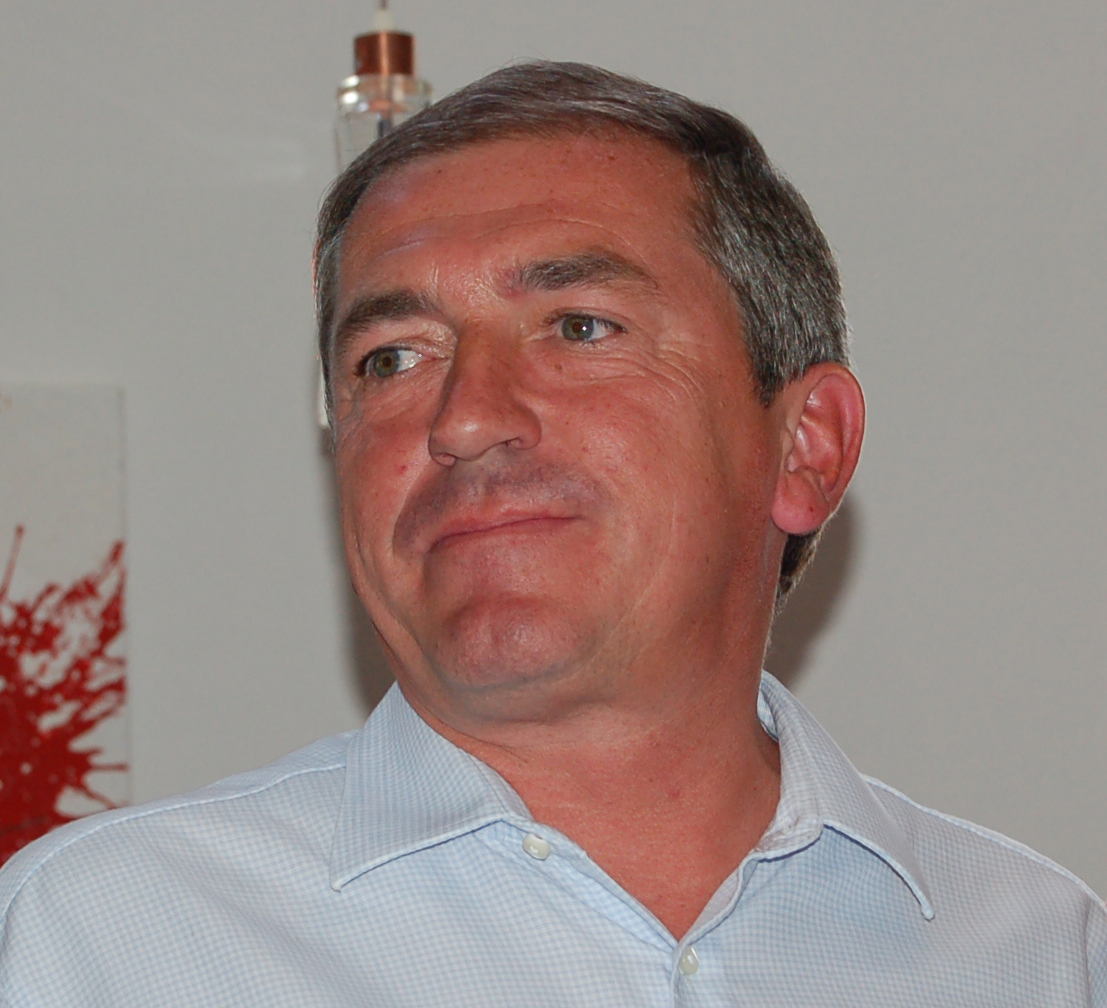
أضرار هاينز

| اسم العائلة                       | مهمة                                                                                         |
| --------------------------------- | -------------------------------------------------------------------------------------------- |
| فالنتين جورجييف ألكساندروف        | وزير الدفاع البلغاري السابق                                                                  |
| سيلسو أموريم                      | وزير دفاع البرازيل                                                                           |
| أوتو إيسيلسبرغ                    | سفير النمسا لدى اليابان وفرنسا                                                               |
| هانز بيتر جلانزر                  | سفير النمسا في البرازيل                                                                      |
| كوليندا جرابار كيتاروفيتش         | رئيس منتخب لكرواتيا (تولى منصبه في فبراير 2015)                                              |
| والتر هاج                         | سفير النمسا في أيرلندا                                                                       |
| فريدريش همبرغر                    | مدير في المفوضية الأوروبية، سفير الاتحاد الأوروبي في تايلاند                                 |
| فريدريش أوغست بارون فون دير هايدت | باحث قانوني (جامعة-البروفيسور ماينز/فورتسبورغ)، وضابط (عميد جنرال) وسياسي (CSU)؛ مدل بافاريا |
| فالنتين إنزكو                     | دبلوماسي نمساوي، الممثل السامي السابق للبوسنة والهرسك (2009–2021)                            |
| فرناند كارثيزر                    | سفير لوكسمبورغ وعضو البرلمان (زعيم حزب الإصلاح الديمقراطي البديل )                           |
| شيجيو كاتسو                       | نائب رئيس البنك الدولي لأوروبا وآسيا الوسطى                                                  |
| دانييل كرومهولز                   | سفير النمسا لدى الدنمارك                                                                     |
| شبريسا كوريتا ‏                    | سفير ألبانيا السابق لدى النمسا                                                               |
| أندرياس ليبمان                    | سفير النمسا لدى كولومبيا                                                                     |
| ايجور لوكسيتش                     | رئيس وزراء الجبل الأسود                                                                      |
| غابرييل ماتزنر                    | سفير النمسا في لندن                                                                          |
| ليوبولد ماورر                     | المدير العام للمجلس الأوروبي                                                                 |
| توماس نادر                        | سفير النمسا في مصر وإيرلندا                                                                  |
| جوانا نيستور                      | سفير النمسا في الهند وإسرائيل وأيرلندا                                                       |
| جيرهارد رويجر                     | سفير النمسا لدى بلغاريا                                                                      |
| أضرار هاينز                       | عمدة سالزبورغ                                                                                |
| هانز ديتمار شفايسكوت              | رئيس بعثة الاتحاد الأوروبي إلى اليابان                                                       |
| جوتا ستيفان باستل                 | سفير النمسا لدى اليابان                                                                      |
| كورت فالدهايم                     | الأمين العام السابق للأمم المتحدة والرئيس الاتحادي السابق للنمسا                             |
| هانز وينكلر                       | وزير دولة سابق في وزارة خارجية جمهورية النمسا                                                |

## الأدب
- أوليفر راثكولب (محرر): 250 سنين. من الأكاديمية الشرقية إلى الأكاديمية الدبلوماسية في فيينا وستوديانفيرلاغ وإنسبروك وغيرها. أ. 2004، ISBN 3-7065-1921-6 .
- هاينريش بفوسترشميد هاردنشتاين: تاريخ قصير للأكاديمية الدبلوماسية فيينا ، فيينا 2008، ISBN 3-902021-56-X .

## روابط انترنت
- الصفحة الرئيسية الرسمية
- صورة فيديو للأكاديمية الدبلوماسية فيينا
- الدورة الصيفية للغة الألمانية والدراسات الإقليمية النمساوية
- الصفحة الرئيسية لـETIA